# Klaus Wirbitzky
Klaus Wirbitzky (* 1940 in Berlin) ist ein deutscher Regisseur und Drehbuchautor. Ab den 1970er-Jahren war er als Hörspielregisseur tätig. Bis 2016 war er an mehr als 200 Produktionen beteiligt. Er ist der Vater des Radiomoderators und Comedians Michael Wirbitzky.

## Filmografie (Auswahl)
- 1986: Hallo Spencer
- 1998–2009: Die Anrheiner
- 1990: Sesamstraße
- 1990: Max und Molly
- 1997: Im Keller gärt es
- 1996: Jede Menge Leben
- 1998: Drei Mann im Bett
- 1999–2015: Die Pfefferkörner (70 Folgen)
- 2001: Lauras Wiederkehr
- 2004: Die Rettungsflieger
- 2005–2007: 4 gegen Z
- 2006: Der Seehund von Sanderoog
- 2010–2011: Da kommt Kalle
- 2011: Eine Liebe in Venedig
- 2011: Der Himmel hat vier Ecken

## Hörspiele (Auswahl)
- 1966: Fred Hoyle: Die schwarze Wolke – Regie: Otto Düben (Hörspielbearbeitung, Science-Fiction-Hörspiel – WDR)
- 1968: Francis Durbridge: Paul Temple und der Fall Alex – Regie: Otto Düben
- 1971: Tücke des Objekts
- 1973: Los Angeles mit allen Ängeln
- 1979: Röntgenaugen
- 1982: Das Haus hinter der Kirche
- 1985: Friedhelm Werremeier: Trio unter Strom
- 1986: Jürgen Dluzniewski: Über den Dächern
- 1987: Der alte Fuchs und der junge Wolf
- 1989: Achtung Aufnahme!
- 1989: Luise oder Die Legende vom Verlust.
- 1992: Rodney David Wingfield: Viel Frust für Frost
- 1994: Mord zu vier Händen
- 2000: Drei Totengesänge für das Kosovo
- 2000: Die Trillmichs im Klappland
- 2001: James Hilton: Der verlorene Horizont (WDR)
- 2004: Matthias Beltz: Die Frankfurter Verlobung (WDR)

## Theater: Autor und Regisseur
- Wer kennt Jürgen Beck (Musiktheater Gelsenkirchen, Städtische Bühnen Münster, Theater der Keller Köln)
- Einflugschneise (Städtische Bühnen Münster) – Autor
- Tingel-Tangel (Hebbel-Theater Berlin) – Autor und Regie
- Champagner für alle (Contra-Kreis-Theater Bonn, Komödie Hamburg, Senftöpfchen Theater Köln) – Autor
- Schinderhannes (Staatstheater Karlsruhe) – Autor
- Eine schöne Bescherung (Senftöpfchen Theater Köln) – Autor und Regie
- Rosen und Vergißmeinnicht  (ETA Hoffmann Theater Bamberg, Schloßtheater Celle, Contra-Kreis-Theater Bonn, Kleine Komödie Hamburg) – Autor
- Himmelblaues Wochenende (Contra-Kreis-Theater Bonn) – Autor
- Heiße Nächte in Flagranti (Kleine Komödie München) – Autor und Regie
- Schampus-Schecks und schwarze Wäsche (Comödie Bochum, Theater am Holstenwall Hamburg) – Autor und Regie
- Christian, Fritz und Bärchen (Contra-Kreis-Theater Bonn, Comödie Bochum) – Autor
- Der Salsakönig, Komödie – Autor und Regie, Uraufführung 2017
- Bender, Zöllner und der Kapitän, Sprechwerktheater
- Bis dass Dein Tod uns scheidet, Tragikomödie
- Die Terrasse, Tragikomödie
- Funkenflug, Schauspiel
- Der Proband, Schauspiel
- Das Pferd will eine Elfe sein, Uraufführung 2021
- Elvis lebt… bei Möbel Werner, Uraufführung 2021
- Bei Vollmond ist die Nacht so kurz, Tragikomödie
- Die rote Hilde, Schauspiel

| Personendaten    | Personendaten                         |
| ---------------- | ------------------------------------- |
| NAME             | Wirbitzky, Klaus                      |
| KURZBESCHREIBUNG | deutscher Hörspiel- und Filmregisseur |
| GEBURTSDATUM     | 1940                                  |
| GEBURTSORT       | Berlin                                |